# Le Pigeonnier (Amiens)
Le Pigeonnier est un quartier situé au dans le nord d'Amiens, s'étendant au delà du quartier Saint-Pierre. Ce quartier de grands ensembles a vu le jour à la fin des années 1950, son extension et sa rénovation se poursuivent jusqu'à aujourd'hui.
Classé en tant que quartier prioritaire de la politique de la ville sous le nom d'Amiens-Nord, il compte près de 15 000 habitants en 2018.

## Histoire
Après 1945, la France connut une période de forte croissance économique et démographique pendant presque trente ans (les Trente Glorieuses) puis ce fut l'arrivée de populations immigrées venues d'Afrique du Nord (Algérie, Maroc, Tunisie...) et d'Afrique subsaharienne. La municipalité d'Amiens décida l'extension de la ville vers le nord au-delà de la vallée de la Somme. En 1959, la ZUP Nord fut créée, pour accueillir les logements de la population active venant des campagnes pour travailler dans les entreprises amiénoises notamment les usines de la zone industrielle de Longpré. La création de la zone industrielle nord et l'implantation d'entreprises de production de biens de consommation favorisa le développement de ce nouveau quartier de 160 hectares, conçu par l'architecte urbaniste Yervante Toumaniantz. 4 735 logements furent construits dans des barres ou des tours. La construction du quartier s'étala sur une vingtaine d'années.
Les Amiénois appellent ce quartier « Le Pigeonnier » sans que l'on connaisse vraiment l'origine de cette appellation : les fenêtres des nombreux appartements de ces barres faisant penser aux boulins des pigeonniers ? présence en lisière de la ZUP, d'une ferme dotée d'un pigeonnier ?... L'appellation Le Pigeonnier n'a rien d'officiel, le nom officiel du quartier reste « quartier Nord ».

## Morphologie du quartier

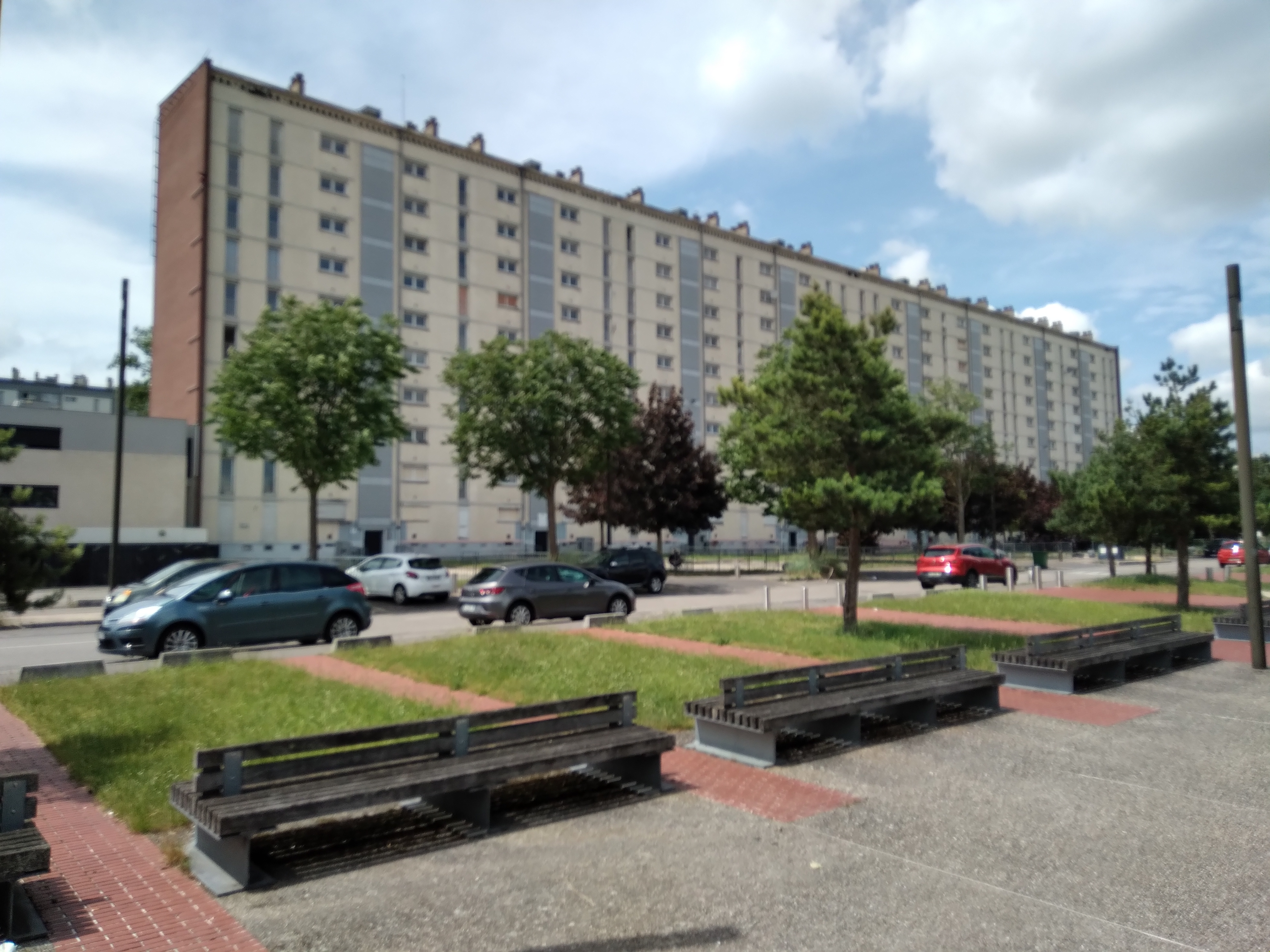
Barre d'immeuble du Pigeonnier.

L'habitat de ce quartier est constitué, en très grande majorité, d'immeubles collectifs ayant la forme de barres alignées parallèlement :
- barres HLM : Messager, Mozart, Fafet-Brossolette-la Cité, Balzac, Léo Lagrange-Schweitzer.
- En 1963, l'ensemble Flesselles est construit. En 1964, c'est le quartier Michelis. De 1965 à 1967, le centre commercial du Colvert fait son apparition[3].

Le quartier limité à l'ouest par la rue Franklin Roosevelt, à l'est par la rue René Coty, est traversé par un axe nord-sud, l'avenue du général de Gaulle prolongée par l'avenue de l'Europe tandis qu'un axe est-ouest, la rue de la Paix prolongée par la rue Léo Lagrange structure l'ensemble du quartier. On rencontre le long de cet axe, quatre groupes scolaires maternelles et primaires, deux collèges, un centre commercial, et l'église Sainte-Thérèse tandis que la Mosquée Al Badr est située rue Winston Churchill.
A l'angle de la rue Léo Lagrange et de la rue César Franck a été créé un jardin public, le square Paul Gauguin.
Le dimanche matin, se déroule au Pigeonnier, le plus grand marché en plein air de Picardie.

## Sociologie du quartier

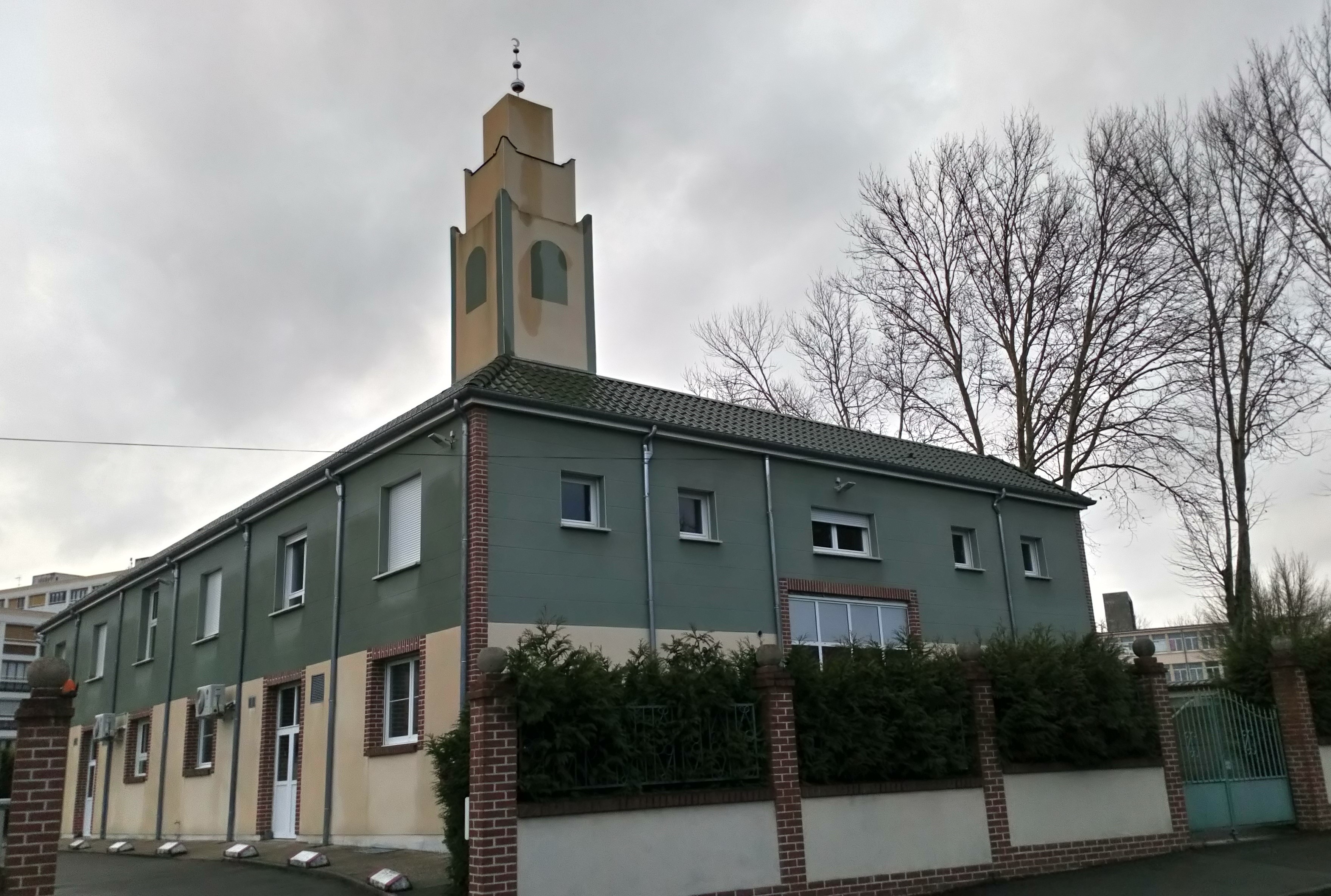
La mosquée Al Badr d'Amiens.

Le quartier du Pigeonnier est peuplé de population d'origine modeste, ouvriers dès les années 1960, puis ce fut l'arrivée de population immigrée venant l'Algérie, du Maroc ou d'Afrique subsaharienne. Le groupe scolaire du Pigeonnier est mis en chantier. En 1961, le quartier du Pigeonnier est achevé.
Le 5 juillet 1962, la préfecture apprend que mille rapatriés algériens doivent être logés le soir même à Amiens. Le colonel Pierre Rocolle confirme par écrit que l'armée a décidé de cet envoi par la SNCF, et suggère au préfet de réquisitionner la Citadelle de Paroix, une prison fermée pour humidité,. La prison est réquisitionnée pour trois mois, mais l'occupation des lieux dure jusqu'en mai 1965. En janvier 1964, un médecin en inspection écrit un rapport affirmant que « cette collectivité vivant entassée, sans confort, sans contact extérieur, aura du mal à s’assimiler et à s’intégrer ».
En 1982, lors de l'enterrement d'un habitant du quartier tué dans un accident de voiture, les policiers verbalisent les voitures devant le cimetière. Un agent insulte un harki du quartier, lui sommant de « dégager dans votre pays ». Ce sont les habitants de la deuxième génération qui bloquent la chaussée : deux heures plus tard, quatre cents personnes se dirigent vers la préfecture pour s'opposer à la verbalisation.

## Rénovation du quartier

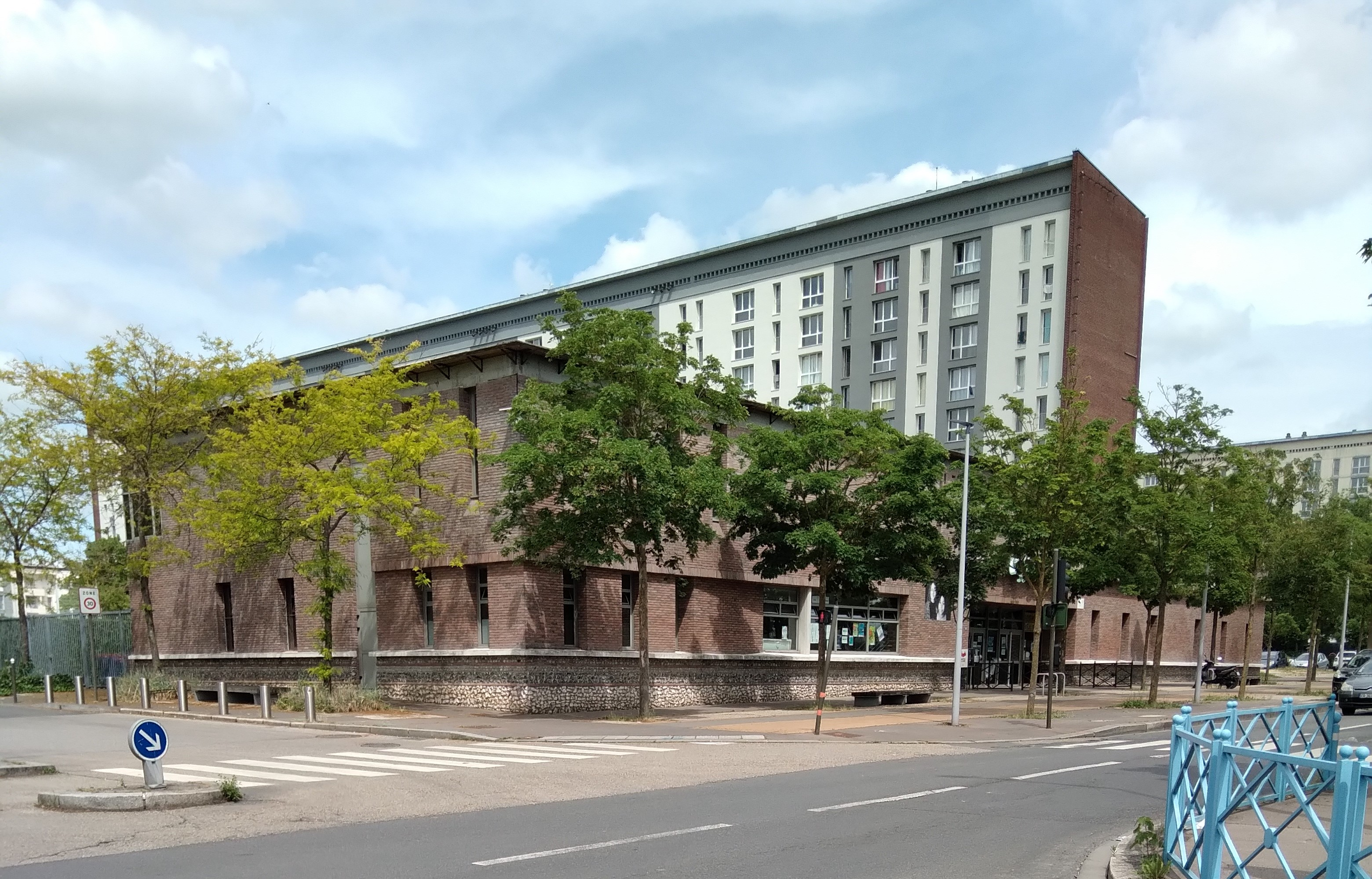
Avenue de la Paix.

En 1984, Amiens-Nord s'inscrit dans les programmes de  développement social des quartiers (DSQ), financés par l’État et la municipalité. Les immeubles sont rénovés, des maisons de jeunes sont installées, on aide les associations et on ajoute des clubs sportifs. Le centre sportif Nautilus avec piscine couverte, équipée de 2 bassins, d’une fosse à plongée de 15 mètres, d’un toboggan et d’un hammam est construit. Le square Paul Gauguin est aménagé.
Une télévision locale, Canal Nord, est mise en place. Enfin, Amiens est dotée d'un « plan de prévention et de sécurité » pour faciliter la communication entre la police et les habitants du quartier.
En 1996, Amiens-Nord une zone franche est créée au carrefour de l'avenue de l'Europe et de l'avenue de la Paix mises au même niveau afin de dynamiser l'activité économique.
Le centre commercial du Colvert, situé avenue de la Paix, est en cours de rénovation dans les années 2020.
Au début des années 1980, fut mise en œuvre la politique de la ville en France, le quartier connut plusieurs opérations de réaménagement : réhabilitation des logements, démolition de bâtiments, reconstruction...

## Émeutes urbaines

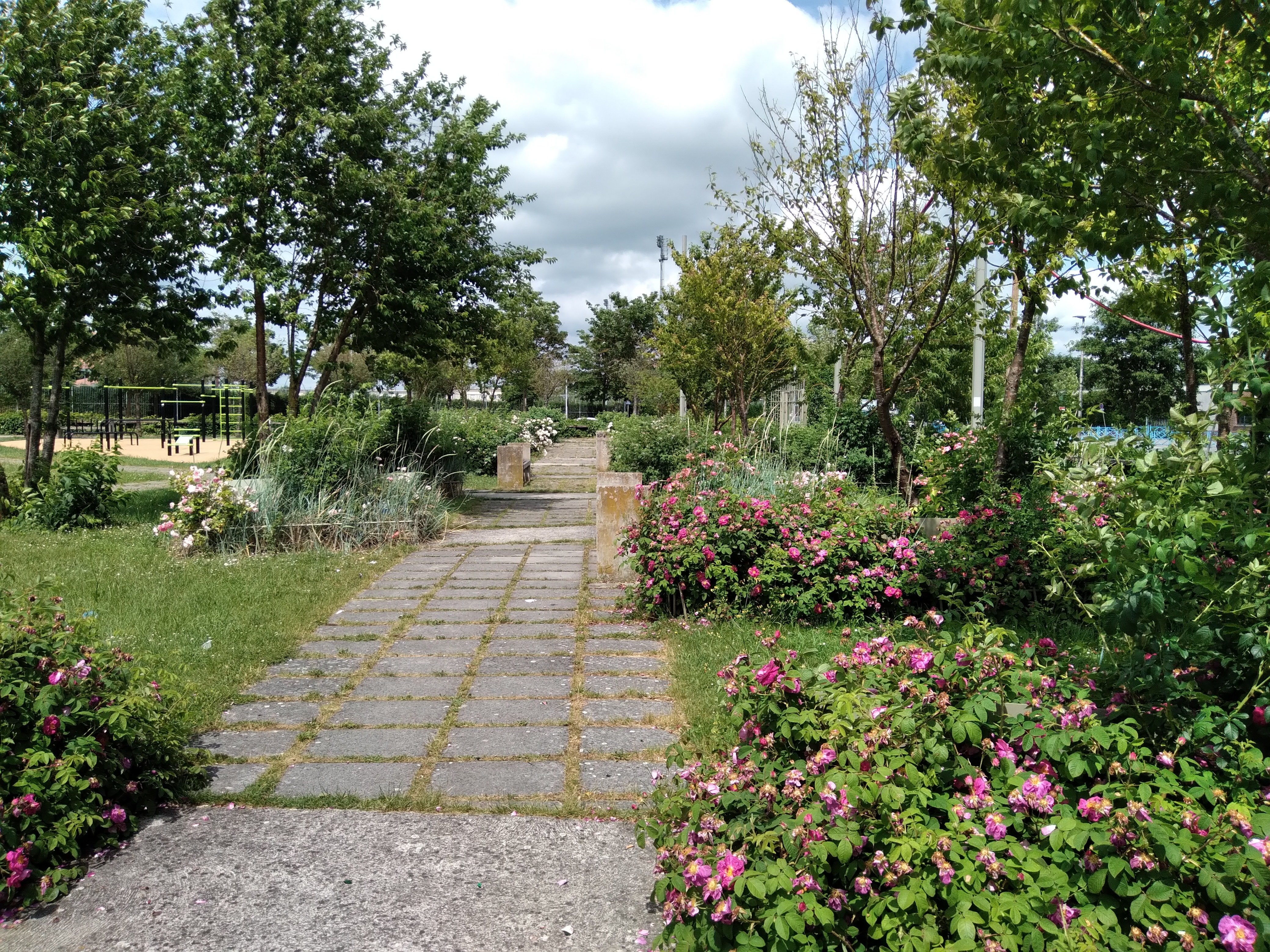
Square Paul Gauguin d'Amiens.

Le quartier du Pigeonnier est périodiquement victime de violences qui opposent des habitants, le plus souvent des jeunes et les forces de police.
Le 6 août 1994 au petit matin, le corps sans vie d'Abderaman Rabah, Amiénois de 23 ans, fils de harki, a été découvert au pied d'une falaise à Ault (Somme). L'autopsie a révélé que la victime avait été rouée de coups avant d'être jetée du haut de la falaise. La juge d'instruction d'Abbeville ouvre alors une information pour « violences en réunion et coups et blessures ayant entraîné la mort sans intention de la donner ». Le 12 août 1994, une cinquantaine de jeunes harkis manifestent à Ault et lancent du haut de la falaise une immense banderole rouge qui tombe nette comme une saignée au point précis où un promeneur avait découvert le corps d'Abderahmane. Ils plantent ensuite une tente devant le Palais de justice d'Amiens pour obtenir une requalification des faits. Ils y resteront six semaines. Il a fallu une manifestation en septembre pour que l'affaire soit requalifiée en homicide volontaire. Trois des auteurs de la ratonnade, dont un militaire et le fils d'un gendarme, sont incarcérés. 
Dans la soirée du samedi 12 novembre 1994, une demi-compagnie de la CRS 16 présente en ville depuis le 4 novembre pour une opération de sécurisation fait une descente grenades lacrymogènes à l'appui dans un local associatif des quartiers nord pendant une fête d'anniversaire regroupant une cinquantaine de jeunes du quartier ; les CRS avaient pourtant reçu pour consigne explicite d'éviter de se rendre dans le quartier où vivent 4 000 harkis et leurs familles, ainsi que de nombreux jeunes Français d'origine maghrébine, pour ne pas causer de heurts. L'intervention des policiers a enflammé aussitôt les cités Fafet et Brossolette...
Seize policiers sont blessés pendant une émeute une semaine plus tard. Les CRS affirment d'abord ne pas être allés à la cité Fafet, malgré les témoignages des habitants du quartier. Finalement, un voisin qui a filmé l'intervention par hasard fournit la vidéo au préfet de la Somme, Michel Desmet. Charles Pasqua, ministre de l'Intérieur, déclenche une enquête de l'IGS.
En décembre 1999, trois policiers sont blessés par des jets de pierres. D'autres émeutes ont lieu en 2006 et 2008 à la suite des émeutes en banlieue parisienne.
En août 2012, une soixantaine de jeunes sont contrôlés par la brigade anti-criminalité pendant la cérémonie de deuil d'un jeune homme de vingt ans mort d'un accident de moto. Le contrôle se transforme en affrontement, et la police tire des flashballs et des gaz lacrymogènes. La tante du défunt témoigne : « Un des policiers a insulté mon beau-frère en disant : « Ton Lucky Luke n'est plus là pour te défendre, on va casser de l'Arabe ». Les mères sont sorties de la maison, qui est tout près du kiosque, pour calmer le jeu. Mais ça n'a rien changé. Les policiers ont appelé du renfort et ont commencé à gazer ». Une enquête administrative est lancée par la préfecture. 
Quelques jours plus tard, une émeute oppose une centaine de jeunes du quartier et de policiers. On retrouve sept douilles de cartouches calibre 12 confirmant que les habitants ont tiré avec des armes à feu sur les forces de police, blessant dix-sept policiers. Une demande de marche blanche à la préfecture est refusée. L'école maternelle Voltaire est incendiée pendant la nuit, ainsi qu'un centre sportif communal et un bureau de la police nationale. Visitant les quartiers Nord de la ville, Manuel Valls, ministre de l'Intérieur, est hué par les riverains. Il s'indigne de la violence des personnes impliquées dans l'émeute auprès des policiers : « Rien n'excuse qu'on puisse utiliser des armes, tirer sur les forces de l'ordre et brûler des équipements publics. Le message que je suis venu faire passer ici, que j'adresse aux élus, avec qui je souhaite travailler, est un message d'ordre républicain. La loi, l'ordre républicain et la justice doivent retrouver toute leur place, ici, à Amiens ». 250 agents de police sont envoyés en renfort à Amiens, tandis que le maire d'Amiens, Gilles Demailly, indique demander des moyens supplémentaires « depuis des mois ».

## François Ruffin et les quartiers nord d'Amiens
En 2006, le journaliste François Ruffin, originaire des quartiers pavillonnaires d'Amiens, publie un livre sur ses deux années passées à Amiens-Nord, dans les cités Balzac, la Citadelle et le Pigeonnier. Dans ce livre, il qualifie un habitant de « président couscous aux pieds de cochon » et résume la population en décrivant des « paumés, des camés, des rangés, des dérangés et des RG ». Il est condamné pour diffamation,. En 2017, il revient pour une campagne électorale, et est renvoyé du quartier par les habitants.